# 萬氏尸逐侯鞮単于
萬氏尸逐侯鞮単于（ばんししちくこうていぜんう、拼音：Wànshìshīzhúhóudīchányú, ? - 124年）は、中国後漢時代の南匈奴の単于。湖邪尸逐侯鞮単于の子。萬氏尸逐侯鞮単于というのは称号で、姓は虚連題氏、名は檀という。

## 生涯
湖邪尸逐侯鞮単于の子として生まれる。
永元10年（98年）、従兄の亭独尸逐侯鞮単于が薨去すると、檀が萬氏尸逐侯鞮単于として即位した。単于檀は連年、軍を出して逢侯を討ち破り、逢侯の衆は急速に困窮していった。
永元16年（104年）、北単于は漢の朝廷に使者をよこして和親を願った。しかし朝廷の返答はなく、ただ厚く賞賜を加えただけであり、翌年（105年）も使者をよこしたが同様の対応だった。
永初3年（109年）、南単于に随従している漢人の韓琮が漢に入朝して帰国し、単于に「関東で洪水があって、人民は飢餓死しており、漢を撃つのは今です」と説いた。単于檀はこれを信じ、挙兵して使匈奴中郎将の耿種を美稷にて攻撃した。これに対し朝廷は行車騎将軍の何熙・副中郎将の龐雄を派遣して討伐した。
永初4年（110年）、単于檀は千余騎を繰り出し、常山・中山を侵略した。朝廷は西域校尉の梁慬を行度遼将軍とし、遼東太守の耿夔とともにこれを撃破させた。単于檀は使者を送って降伏を願い出て、龐雄らに対し帽子を脱いで陳謝した。朝廷はこれを許し、処遇も元の通りとした。
建光元年（121年）、鮮卑が辺境を寇掠したので、度遼将軍の耿夔は温禺犢王の呼尤徽とともに、新降者を率いて連年長城を出て鮮卑を討伐し、新降者を得ては要害の地に配し、また出兵があればその新降者を徴兵したので、耿夔は新降者の反感を買っていた。（これが原因でのちに反乱が起こる）
延光3年（124年）に薨去し、代わって弟の抜（烏稽侯尸逐鞮単于）が立った。

## 参考資料
- 『後漢書』（南匈奴列伝）